# Ida Margarita Pieri
Ida Margarita Pieri (Carúpano, 1940) è una modella venezuelana, eletta Miss Venezuela nel 1958.
La modella è stata la rappresentante ufficiale del Venezuela a Miss Universo 1958, concorso tenuto a Long Beach, California, il 26 luglio 1958, dove però non è riuscita a classificarsi fra le ultime quindici finaliste del concorso.